# Каленџин
Каленџин је назив за групу сродних источноафричких племена нилотског порекла која живи у Великој раседној долини у Кенији. Сматра се да их има око 3 милиона. У Кенији представљају четврту ентичку групу по бројности чинећи 12% укупног становништва у држави. Назив је релативно новог порекла и почео се употребљавати тек од 1960. године. Долази од фразе „Говорим ти“ на Нанди језику, једном из групе нило-сахарских језика. У оквиру Каленџин групе постоји неколико мањих племена: Кеијо, Ендороис, Кипсигис, Мараквет, Нанди, Покот, Сабаот, Терик, и Туген. Сматра се да су се Каленџини доселили у подручје Кеније из Судана пре око 2000 година. Каленџини се одликују великом физичком издржљивошћу, а често их називају „тркаћим племеном“ због велике надарености за атлетику, односно дугопругашке дисциплине. Од 1980. године до данас око 40% свих победника у међународним тркама изнад 800 м су Каленџини.